# MBDB
La MBDB (2-méthylamino-1-(3,4-méthylènedioxyphényl)butane) est une substance psychotrope aux propriétés stimulantes et hallucinogènes de la famille des phényléthylamines.
Il a été synthétisé par David Nichols.

## Pharmacologie
Ses effets sont proches de la MDMA, moins rapides et moins intenses.
Selon son créateur, les effets hallucinogènes de cette molécule n'induisent pas d'hallucinations et se limitent à un effet entactogène.

## Usage détourné et récréatif
Les usagers le rencontrent souvent involontairement sous la forme d'un comprimé généralement vendu comme de la MDMA.
Son mode consommation le plus courant est par voie orale.

### Effets et conséquences
Les effets durent 4 à 6 heures pour une dose de 120 à 150 mg.
La MBDB étant un produit psychotrope, il se peut que les effets ressentis ne soient pas agréables. On parle alors de bad trip.

## Production
Comme pour la plupart des « drogues de synthèse », la production s'effectue près des lieux de consommation grâce à la mise en œuvre de laboratoires clandestins mobiles.

## Législation
La MBDB a été en France classée comme stupéfiant en 1996.